# Marcus Coco
Marcus Regis Coco (Les Abymes, 24 juni 1996) is een Frans voetballer die bij voorkeur als vleugelspeler speelt. Hij tekende in 2015 bij EA Guingamp.

## Clubcarrière
Coco is afkomstig uit de jeugdacademie van EA Guingamp. Op 21 januari 2015 debuteerde hij in de Coupe de France tegen LB Châteauroux. Zijn competitiedebuut volgde op 1 februari 2015, toen hij in de uitwedstrijd tegen Girondins Bordeaux in de basiself mocht starten. In zijn debuutseizoen kwam Coco tot een totaal van drie competitieduels. Op de vierde speeldag van het seizoen 2015/16 speelde hij in de uitwedstrijd tegen Olympique Marseille (2–0 winst) voor het eerst de volledige 90 minuten mee.

## Interlandcarrière
Op 10 oktober 2015 maakte Coco zijn opwachting in Frankrijk –21 in de EK-kwalificatiewedstrijd voor het Europees kampioenschap onder 21 jaar in 2017 tegen Schotland. Hij viel na 23 minuten in voor Kingsley Coman.